# Gare de Grezan
La gare de Grezan (ou Grézan) est une ancienne gare ferroviaire française, des lignes de Tarascon à Sète-Ville et de Givors-Canal à Grezan, située sur le territoire de la commune de Marguerittes dans le département du Gard en région Occitanie.
Elle se dénomme uniquement « Marguerittes » lorsqu'elle est officiellement mise en service en 1840 par la Compagnie des Mines de la Grand’Combe et des chemins de fer du Gard avant de devenir une gare de la Compagnie des chemins de fer de Paris à Lyon et à la Méditerranée (PLM) en 1857. 
Elle prend le nom de « Grezan » vers 1880. 
Elle est fermée par la Société nationale des chemins de fer français (SNCF) avant 1950. 

## Situation ferroviaire
Établie à 45 mètres d'altitude, la gare de bifurcation de Grezan était située au point kilométrique (PK) 22,114 de la ligne de Tarascon à Sète-Ville, entre les gares de Manduel - Redessan (fermée) et de Nîmes, et elle était également l'aboutissement au PK 784,936 de la ligne de Givors-Canal à Grezan après la gare de Marguerittes (fermée).
Un poste d'aiguillage gère les aiguilles de la bifurcation entre les deux lignes.

## Histoire
Après le passage d'un premier train circulant entre Nîmes et Beaucaire le 15 juillet 1839 pour l'inauguration de la foire de Beaucaire, la « station de Marguerittes » est officiellement mise en service par la Compagnie des Mines de la Grand’Combe et des chemins de fer du Gard lorsqu'elle ouvre à l'exploitation la ligne d'Alais à Beaucaire via Nîmes le 19 août 1840,.
La Compagnie du chemin de fer de Lyon à la Méditerranée (LM) devint le concessionnaire de la ligne de 1852 à 1857, année où elle fusionne pour devenir la Compagnie des chemins de fer de Paris à Lyon et à la Méditerranée (PLM).
Le PLM la dénomme « Grezan » lors de l'ouverture de la ligne de Givors, construite de 1874 à 1880, où l'on ouvre une nouvelle station plus proche du village de Marguerittes.
En 1890, les installations consistent uniquement en une maison de garde-barrière servant de bâtiment voyageurs, que le PLM envisage d'agrandir en la dotant d'une aile de deux travées. Sur un plan de la ligne, datant de 1904, la gare de Grézan est dotée d'une voie de garage en plus des deux voies principales.
Elle est fermée par la Société nationale des chemins de fer français (SNCF) avant 1950. Depuis, les divers édifices présents sur le site ont été détruits.